# Zoltán Áron
Zoltán Áron (Budapest, 1991. május 30. –) magyar színész.

## Élete
Gyermekkorában zeneiskolába járt, több hangszeren tanult játszani (moldvai fúvós hangszerek: furulya, kaval, tilinkó, valamint moldvai dob és mandolin). 2006–2010 között az Eötvös József Gimnázium tanulója volt, miközben folytatta a zenetanulást, zenekarban, színjátszókkal játszott.
2010–2015 között a Színház- és Filmművészeti Egyetem hallgatója volt Hegedűs D. Géza és Marton László osztályában. Ez alatt egyik tanára, Kiss Csaba, a Miskolci Nemzeti Színház igazgatójaként hívta színházába játszani, szakmai gyakorlatát ott töltötte Tóth Andrással és Brassai Tóth Jánossal.
2015-től a Vígszínház tagja. 2016-tól a Színház- és Filmművészeti Egyetem doktori iskolájának hallgatója volt, témavezetője Karsai György. 2023-ban DLA fokozatot szerzett.
Gimnáziumi évei alatt a Kreatin zenekar nevű formációt vezette az érettségiig. Játszik Orosz Ákos Aszittem zenekarában is. 2017 februárjától A Grund – vígszínházi fiúzenekar nevű formáció alapító tagja is Wunderlich Józseffel, Ember Márkkal, Medveczky Balázzsal és a kezdeményező Fesztbaum Bélával, akik mind az előző év őszén bemutatott A Pál utcai fiúk című zenés játék főbb szereplői, így repertoárjukon e színdarab dalai és több, legendás vígszínházi sláger, jól ismert Presser- és néhány hazai és külföldi rock-klasszikus dal is szerepel.
2025. július 05.-én összeházasodott Száler Tímea illusztrátorral.

## Színházi szerepei
- Galgóczi Erzsébet, Makk Károly, Kovács Krisztina: Egymásra nézve (2011, Vígszínház - Pesti Színház) - I. Rendőr; Újságíró
- Nóti Károly: Lepsénynél még megvolt (2012, Szentendrei Teátrum - Kultkikötő, Balatonföl)
- Ernst Theodor Amadeus Hoffmann, Gothár Péter, Kapecz Zsuzsa: Diótörő (2012, Színház- és Filmművészeti Egyetem harmadéves színész osztály - Ódry Színpad)
- Shakespeare: Makrancos Kata (2012, Vígszínház) - Curtis, Petruchio gondnoka
- William Shakespeare, Nádasdy Ádám: Hamlet (2013, Színház- és Filmművészeti Egyetem harmadéves színész osztály - Ódry Színpad)
- Federico García Lorca, Illyés Gyula: Vérnász (2013, Színház- és Filmművészeti Egyetem harmadéves színész osztály - Ódry Színpad)
- Anton Pavlovics Csehov: Három Nővér Gyakorlatok (2013, Színház- és Filmművészeti Egyetem harmadéves színész osztály - Ódry Színpad)
- Weöres Sándor, Kovács Adrián, Zoltán Áron, Zsigmond Emőke:[13] Madárka sír, madárka örül (2013, Színház- és Filmművészeti Egyetem - Ódry Színpad)
- Shakespeare: Vízkereszt, vagy amit akartok (2014, Színház- és Filmművészeti Egyetem harmadéves színész osztály - Ódry Színpad)
- Molière: Don Juan (2014, Színház- és Filmművészeti Egyetem harmadéves színész osztály - Ódry Színpad)
- Molnár Ferenc: Fekete ég - A fehér felhő (2014, Nemzeti Színház)
- Shakespeare: IV. Henrik (2014, Miskolci Nemzeti Színház) - John of Lancaster, a kisebbik fia
- Deres Péter: Robin Hood (2015, Miskolci Nemzeti Színház - Kamaraszínház) - Robin Hood
- Csokonai Vitéz Mihály: Karnyóné (2015, Színház- és Filmművészeti Egyetem ötödéves hallgatói - Ódry Színpad, Szeged) - Tipptopp – egy másik reményteljes gavallér
- 'Énekelünk...' Francia sanzonok és songok (2015, Színház- és Filmművészeti Egyetem ötödéves hallgatói - Ódry Színpad)
- Shakespeare, Vecsei H. Miklós: Athéni Timon (2015, Színház- és Filmművészeti Egyetem ötödéves hallgatói - Ódry Színpad)
- Bereményi Géza, Cseh Tamás: Frontátvonulás - Cseh Tamás-est (2015, Színház- és Filmművészeti Egyetem ötödéves hallgatói - Ódry Színpad)
- Arthur Miller: Pillantás a hídról (2015, Miskolci Nemzeti Színház - Kamaraszínház) - Rodolpho
- Friedrich Schiller, Hevesi Judit, Cziglényi Boglárka: Haramiák (2015, Vígszínház - Pesti Színház)- Schufterle
- Shakespeare: Tévedések vígjátéka (2016, Vígszínház) - Kereskedő I., Dr. Karmos
- Mike Bartlett: Földrengés Londonban (2016, Vígszínház) - Eladó; Pincér; Koldus; Dr. Harris
- Molnár Ferenc, Grecsó Krisztián, Dés László, Geszti Péter: A Pál utcai fiúk (2016, Vígszínház) - Barabás
- Bereményi Géza, Cseh Tamás: Kelet-nyugati pályaudvar - Cseh Tamás-est (2016, Vígszínház - Házi Színpad)[14]
- Shakespeare, Nádasdy Ádám, Závada Péter: Szentivánéji álom (2017, Vígszínház) - Üsti, Fal
- Lev Tolsztoj, Morcsányi Géza: Háború és béke (2017, Vígszínház) - Dolohov hadnagy
- Peter Morgan, Morcsányi Géza: Audiencia (2017-től,[15][16] Vígszínház) - Kamarás
- Vecsei H. Miklós: Kinek az ég alatt már senkije sincsen - János / Csokonai Vitéz Mihály / Madách Imre
- L. Frank Baum, Harold Arlen, E. Y. Harburg, Békés Pál, Sztevanovity Dusán: Óz, a csodák csodája (2017-től,[15] Vígszínház) - Bádogember / Hickory
- William Shakespeare, Forgách András: Hamlet (2017, Vígszínház) - Guildenstern
- Dosztojevszkij: A félkegyelmű (2018, Vígszínház-Pesti Színház) - Ferdiscsenko / Burdovszkij[17]
- Charlie Chaplin: A diktátor (2018, Vígszínház) - Kalapos úr/Pincér/Sovány járőr/Trombitás[18]
- Molnár Ferenc: Liliom (2018, Vígszínház) - Hugó[19]

## Televíziós és filmszerepei
- Hogyan tudnék élni nélküled? (2024) – konferansszié
- 1968 – Egy szerelem rekonstrukciója (2024)
- Cella – Letöltendő élet (magyar drámasorozat, 2023) – császári katona
- Brigi és Brúnó (magyar vígjátéksorozat, 2022) - borász
- Egyszer volt Budán Bödör Gáspár (magyar vígjátéksorozat, 2020) - Norbi
- BÚÉK (magyar filmvígjáték, 2018) - Marci[20]
- Bűnösök kora (The Age of Criminals, ismeretterjesztő sorozat, 1. epizód: Aki eladta a Rottenbiller utcát , 2018[21]) - mérő
- Válaszcsapás (Strike Back, angol akciófilm-sorozat, 6. évad 3. epizód, 2017) - biztonsági őr[22]
- Tóth János (televíziós sorozat, 2017) - Tóth Patrik
- A mi kis falunk (televíziós sorozat, 2017–2018, 2025) - Gunda / Pajkaréti Laci
- Kémek küldetése (X Company, kanadai drámasorozat, 2 epizódban, 2016, 2017) - erdei katona #1 (2. évad 3/11. epizód) / RSD-őr (3. évad 6/24. epizód[23])
- Haza kell vinni a Tibit (rövidfilm, 2016) - Kristóf
- Munkaügyek (televíziós sorozat, 2013) - Caretaker
- Nagyárpi (rövidfilm, 2013) - Osztálytárs

## Díjai, elismerései
- Legjobb előadó - Sanzonverseny (Színház- és Filmművészeti Egyetem, 2013)[13]
- Junior Príma díj (2018)[24]